# Ascogaster opuntiae
Ascogaster opuntiae är en stekelart som först beskrevs av Shaw 1983.  Ascogaster opuntiae ingår i släktet Ascogaster och familjen bracksteklar. Inga underarter finns listade.